# (37384) 2001 WU1
2001 WU1 (asteroide 37384) é um asteroide da cintura principal. Possui uma excentricidade de 0.56687190 e uma inclinação de 20.52105º.
Este asteroide foi descoberto no dia 18 de novembro de 2001 por LINEAR em Socorro.